# Lietenbach
Der Lietenbach ist ein über 3 km langer, ungefähr südwestwärts laufender Bach im Gebiet der Gemeinde Kupferzell im Hohenlohekreis im nordöstlichen Baden-Württemberg, der im Dorf Kupferzell von rechts in die mittlere Kupfer mündet. Die letzten hundert Meter seines verdolten Laufs in Kupferzell werden auch nach seinem ungefähr gleich großen linken Zufluss davor als Feßbach bezeichnet.

## Geographie

### Verlauf
Der Lietenbach beginnt seinen Lauf als Feldweggraben auf etwa 379 m ü. NHN im Osten des Feldgewanns Rehholz in der Feßbacher Teilortgemarkung der Gemeinde Kupferzell etwa 200 Meter südlich der Waldinsel Herrenholz. Die Talmulde beginnt ohne dauerhaftes Gewässer noch rund drei Viertelskilometer weiter östlich im Feldgewann Wolfrecht nahe einer Biogasanlage; nach starken Regenfällen können sich in den Feldern von dort bis zum gewöhnlichen Ursprung Spülrinnen und Sandschüttungen bilden. Für über die Hälfte seines Weges läuft der Lietenbach als Weggraben neben Feldern etwa westsüdwestlich bis zur Kreisstraße K 2368 zwischen den Kupferzeller Weilern Kubach und Feßbach.
Jenseits deren Trasse knickt er nach Südwesten ab. Auf dem neuen Abschnitt ist der Graben erstmals etwas weniger rigide begradigt und von einzelnen Bäume und später auch kleinen Hecken begleitet. Erst wenige hundert Meter vor dem Eintritt ins Weichbild des Dorfes wechselt er auf die Kupferzeller Teilortgemarkung, hier liegt einmalig rechts am Lauf ein kleines Wiesendreieck mit Quellhorizont. Bald folgen mit wenig Abstand die Bebauungszeilen längs der Künzelsauer Straße rechts und der Langenburger Straße links seiner Wiesenmulde, dann fließt er beim Haus Marktstraße 13 in eine Verdolung ein.
Diese führt ihn unter den Marktplatz, wo er sich vor dem Rathaus mit dem zuletzt ebenfalls verdolten und von Osten kommenden Feßbach vereint. Der Lietenbach oder auch Feßbach genannte vereinte Bach fließt weiterhin verdolt westwärts und mündet nach reichlich hundert Metern kurz nach einem Steg über den kleinen Fluss von rechts und auf 328 m ü. NHN hinter dem Haus Gerberstraße 3 in die mittlere Kupfer.
Der Lietenbach ist 3,3 km lang, mündet etwa 51 Höhenmeter unter seinem gewöhnlichen Ursprung und hat auf dieser Strecke ein mittleres Sohlgefälle von etwa 15 ‰.
Der Lietenbach wurde im Zuge der Flurbereinigung und des modernen Feldwegebaus stark begradigt, wie ein Vergleich der heutigen Karten mit einem Meßtischblatt vom Anfang der 1930er Jahre zeigt; damals floss er schon vor der K 2368 in kleinen Schlingen und nahm kurze Zuflüsse auf, die heute fast alle in Dränagen verlegt oder allenfalls zu Feldweggräben gemacht wurden.

### Einzugsgebiet
Der Lietenbach hat ein 5,7 km² großes Einzugsgebiet, dass naturräumlich gesehen zum Unterraum Kupferzeller Ebene und Kocheneck der Hohenloher und Haller Ebene gehört. Der mit etwa 402 m ü. NHN höchste Punkt darin liegt an seiner Nordostspitze etwa 300 Meter nördlich des Ortsrandes von Rüblingen. Geologisch ist das Gebiet vom Lettenkeuper (Erfurt-Formation) geprägt, der tiefsten Schicht des Keupers, der in jüngerer quartärer Zeit noch auf den Hügeln mit Lösssediment überlagert wurde, das nun backenförmig beide Bachmulden von Lietenbach und Feßbach einfasst. Erst am Ortsrand von Kupferzell setzt in beiden Tälern der Oberer Muschelkalk ein, in dem der Lietenbach auch mündet.
Das Einzugsgebiet ist völlig waldfrei, in der Flur liegen fast ausschließlich große, flurbereinigte Ackerflächen, die nicht selten von drei oder sogar vier Feldwegen begrenzt sind. Es liegt größtenteils auf der Feßbacher Teilortgemarkung von Kupferzell, die einzigen Siedlungsplätze darin sind einige Aussiedlerhöfe von Feßbach aus neuerer Zeit, das kleine Dorf Feßbach rechts des gleichnamigen Lietenbach-Zuflusses und ein östlicher Sektor des Gemeindesitzes Kupferzell. Ganz im Norden rechnet ein winziger und unbesiedelter Zwickel des Einzugsgebietes zur Gaisbacher Stadtteilgemarkung von Künzelsau.
Reihum konkurrieren die folgenden Bäche:
- an der rechten Wasserscheide von der Mündung aufwärts zunächst im Nordwesten der Rechbach, dann der Kuhbach, die beiden nächsten rechten Zuflüsse der Kupfer;
- an der rechten Wasserscheide im Norden der linke Oberlauf Herrenbach und der rechte Oberlauf Bauersbach des vor der Kupfer in den Kocher mündenden Künsbachs;
- an der anschließenden östlichen Wasserscheide kurz der Baierbach, dann lange der Rüblinger Bach, der über den Eschentaler Bach noch weiter aufwärts in den Kocher entwässert;
- hinter der linken und südlichen Wasserscheide der Ohrnbach, der letzte Zufluss nun wieder der Kupfer vor dem Lietenbach selbst.

### Zuflüsse und Seen
Liste der Zuflüsse und  Seen von der Quelle zur Mündung. Gewässerlänge, Seefläche, Einzugsgebiet und Höhe nach den entsprechenden Layern auf der Onlinekarte der LUBW. Andere Quellen für die Angaben sind vermerkt.
Ursprung des Lietenbach auf etwa 379 m ü. NHN ca. 1,3 km nordwestlich von Kupferzell-Rüblingen ca. 0,3 km südlich der Waldinsel Herrenholz im Osten des Feldgewanns Rehholz. Der Bach fließt fast von Anfang an westsüdwestlich, später und fast bis zuletzt südwestlich.
- Feßbach, von links und zuletzt Westen auf etwa 330 m ü. NHN verdolt unterm Marktplatz in Kupferzell, 2,6 km[LUBW 6] und ca. 2,9 km². Beginn des Grabenslaufs auf etwa 358 m ü. NHN zwischen den Gewannen Löchle und Haseläcker ca. 1,2 km nordöstlich der Ortsmitte von Feßbach.
Der Lietenbach selbst hat bis zu diesem Zufluss eine Länge von 3,2 km und ein Teileinzugsgebiet von nur ca. 2,7 km².
  -  Durchfließt auf etwa 333 m ü. NHN einen Weiher im Park des ehemaligen Schlosses Kupferzell, 0,2 ha.

Mündung des Lietenbachs von rechts und zuletzt Osten auf ca. 328 m ü. NHN in Kupferzell hinter dem Haus Gerberstraße 3 in die mittlere Kupfer. Der Lietenbach ist 3,3 km lang und hat ein Einzugsgebiet von 5,7 km².

### LUBW
Amtliche Online-Gewässerkarte mit passendem Ausschnitt und den hier benutzten Layern: Lauf und Einzugsgebiet des Lietenbachs

Allgemeiner Einstieg ohne Voreinstellungen und Layer: Daten- und Kartendienst der Landesanstalt für Umwelt Baden-Württemberg (LUBW) (Hinweise)
1. 1 2 3  Höhe nach dem Höhenlinienbild auf dem Hintergrundlayer Topographische Karte.
2. 1 2  Länge nach dem Layer Gewässernetz (AWGN).
3. 1 2  Einzugsgebiet nach dem Layer Basiseinzugsgebiet (AWGN).
4. ↑  Seefläche nach dem Layer Stehende Gewässer.
5. ↑  Einzugsgebiet abgemessen auf dem Hintergrundlayer Topographische Karte.
6. ↑  Länge nach dem Layer Gewässernetz (AWGN) abzüglich eines auf dem Hintergrundlayer Topographische Karte abgemessenen Anfangsstücks, das heute drainiert bzw. verrohrt im Untergrund bis zum Beginn des offenen Grabenlaufs verläuft.

### Andere Belege
1. ↑  Abfluss-BW - Daten und Karten
2. ↑  Unterlaufname Feßbach nach dem Layer WMS ALKIS Basis auf: Geoportal Baden-Württemberg (Hinweise)
3. ↑  Früherer Bachlauf auf dem Meßtischblatt 6724 Künzelsau von 1932 in der Deutschen Fotothek
4. ↑  Wolf-Dieter Sick: Geographische Landesaufnahme: Die naturräumlichen Einheiten auf Blatt 162 Rothenburg o. d. Tauber. Bundesanstalt für Landeskunde, Bad Godesberg 1962. → Online-Karte (PDF; 4,7 MB)
5. ↑  Geologie grob nach: Mapserver des Landesamtes für Geologie, Rohstoffe und Bergbau (LGRB) (Hinweise)